# Every Little Thing (duo)
Every Little Thing (vaak afgekort als ELT) is een Japans popduo dat voornamelijk pop- en rockmuziek maakt. De groep werd in 1996 opgericht als trio, bestaande uit zangeres Kaori Mochida, gitarist Ichiro Ito en toetsenist/producer Mitsuru Igarashi. In 2000 verliet Igarashi de band, waarna Mochida en Ito als duo verdergingen.
Tussen 1997 en 2004 behaalde Every Little Thing regelmatig nummer 1-hits in de Oricon-hitlijsten, zowel met singles als met albums. In deze periode traden ze ook meerdere keren op tijdens de prestigieuze Japanse oudejaarsshow Kōhaku Uta Gassen, een belangrijke erkenning voor populaire artiesten in Japan. Hun commerciële hoogtepunt beleefden ze in 1998, toen hun tweede studioalbum Time to Destination meer dan drie miljoen keer werd verkocht. Dit album is anno 2025 nog steeds hun bestverkochte werk.

## Discografie

### Albums
- 1997: Everlasting
- 1997: The Remixes (remix)
- 1998: Time to Destination
- 1998: The remixes II (remix)
- 1999: Every Best Single +3 (compilatie)
- 2000: Eternity
- 2001: 4 force
- 2001: Every Ballad Songs (compilatie)
- 2001: Super Eurobeat Presents Euro Every Little Thing (remix)
- 2002: The Remixes III: Mix Rice Plantation (remix)
- 2002: Cyber Trance Presents ELT Trance (remix)
- 2003: Many Pieces
- 2003: Every Best Single 2 (compilatie)
- 2004: Commonplace
- 2005: Acoustic : Latte (compilatie)
- 2006: Crispy Park
- 2007: 14 Message: Every Ballad Songs 2
- 2008: Door
- 2009: Every Best Singles: Complete (compilatie
- 2010: Change

### Nummer 1 hits
- 1997: For the Moment
- 1998: Face the Change
- 1998: Forever Yours
- 2001: Fragile
- 2002: Untitled 4 Ballads
- 2004: 恋文(koibumi)/Good Night

### DVD's
- 2000: The Video Compilation
- 2000: Concert tour '98
- 2001: 愛のカケラ(ai no kakera)
- 2001: The Video Compilation II
- 2001: Fragile: Graceful World
- 2001: Concert Tour Spirit 2001 4 Force
- 2002: The Video Compilation I & II
- 2002: Best Clips
- 2003: Nostalgia
- 2003: The Video Compilation III
- 2003: Tour Many Pieces
- 2005: Commonplace Tour 2004-2005
- 2006: The Video Compilation IV
- 2007: concert tour 2006-2007 Crispy Park
- 2007: 10th Anniversary Special Live at Nippon Budokan
- 2008: Concert Tour 2008 Door
- 2009: X'mas Concert 2008